# Tomohiko Ikeuchi
Tomohiko Ikeuchi (池内 友彦 Ikeuchi Tomohiko?, nacido el 1 de noviembre de 1977 en Hokkaido) es un exfutbolista japonés. Jugaba de defensa y su último club fue el Consadole Sapporo de Japón.

## Trayectoria

### Clubes
| Club              | País   | Año         |
| ----------------- | ------ | ----------- |
| Kashima Antlers   | Japón  | 1996 - 2004 |
| CFZ               | Brasil | 1998        |
| Consadole Sapporo | Japón  | 1999 - 2000 |
| Consadole Sapporo | Japón  | 2005 - 2008 |

## Palmarés

### Títulos nacionales
| Título             | Club              | País  | Año  |
| ------------------ | ----------------- | ----- | ---- |
| J1 League          | Kashima Antlers   | Japón | 1996 |
| Copa J. League     | Kashima Antlers   | Japón | 1997 |
| Copa del Emperador | Kashima Antlers   | Japón | 1997 |
| J1 League          | Kashima Antlers   | Japón | 1998 |
| J2 League          | Consadole Sapporo | Japón | 2000 |
| J1 League          | Kashima Antlers   | Japón | 2001 |
| Copa J. League     | Kashima Antlers   | Japón | 2002 |
| J2 League          | Consadole Sapporo | Japón | 2007 |